# Elisabeth Kadow
Elisabeth Kadow-Jäger conocida como Elisabeth Kadow (Bremerhaven, 19 de marzo de 1906- Krefeld, 11 de junio de 1979) fue una artista textil alemana y profesora en este campo.

## Biografía
Hija de un arquitecto de Bremerhaven, Elisabeth Jäger se formó en la Bauhaus en Weimar con18 años y luego fue alumna de la artista de tapices Irma Goecke. Debido al talento demostrado durante sus estudios de tecnología textil en Berlín y Dortmund, fue contratada como profesora especializada en Dortmund cuando se graduó. En 1939 hizo su maestría con Georg Muche en la Escuela de Ingeniería Textil de Krefeld.
En 1940 se casó con el tejedor, pintor y artista gráfico Gerhard Kadow y se convirtió en maestra, primero en la clase de moda, luego en la clase de diseño de estampado artístico en la Escuela Técnica Superior de la Industria Textil (desde 1944 conocida como Escuela de Ingeniería Textil) en Krefeld. Cuando Georg Muche se retiró de la educación en 1958, Kadow se hizo cargo de la dirección de la clase magistral de arte textil y elevó su reputación a nivel internacional. Dirigió todo el departamento de diseño de la escuela de ingeniería textil hasta 1971.

## Obra
El arte textil marcó toda su vida. Cuando dejó la escuela de ingeniería textil en 1971 se dedicó más al trabajo de diseño. Hizo bordados artísticos y, en cooperación con Gobelin-Manufaktur Nuremberg y junto con el tejedor Johann Peter Heek, realizó tapices y tapices artísticos. Kadow y la tejedora Hildegard von Portatius diseñaron y crearon juntas creativas colgaduras de seda y trabajos textiles similares. Supo combinar de manera óptima las más diversas técnicas de producción y arte textil y utilizar la libertad creativa entre la regla y el desorden de manera abstracta y concreta. Las acuarelas, pero también ciertos tipos de sombreado, así como las formaciones de cuadrículas y capas, los tonos de color armoniosos, las mezclas de colores inteligentemente elegidas y las proporciones claras sirvieron de inspiración para sus diseños.

## Reconocimientos
Kadow tuvo mucho éxito en exposiciones y ferias comerciales internacionales y ganó fama internacional. Expuso sus obras de 1954 a 1964 en la Trienal de Milán X a XIII y en 1958 en la Expo 58 de Bruselas. En 1958 recibió el Premio de Arte de la Ciudad de Krefeld. Una calle en el distrito Allerheiligen de Neuss fue nombrada en su honor.